# Cyril Joad
Cyril Edwin Mitchinson Joad, född 12 augusti 1891, död 9 april 1953, var en brittisk filosof.
Cyril Joad var 1914–1930 ämbetsman i arbetsministeriet, därefter professor vid Brikbeck College i London. Joad var som tänkare och samhällsreformator starkt influerad av Bertrand Russell, från vilkens värdesubjektivism han dock bestämt avvek. Bland Joads många, i värde mycket växlande skrifter märks Matter, life and value (1929), Philosophical aspects of modern Science (1932), Guide to modern thought (1933, svensk översättning 1946), Return to philosophy (1935), Guide to the philosophy of morals and politics (1938) och About education (1945). Joads sista, mycket diskuterade arbete, Decadence (1948), innehöll en kulturfilosofisk analys och tillika ett varningsrop. Enligt Joad inträder "dekadens", det vill säga utarmning av den intellektuella, estetiska, moraliska och religiösa kulturen, överallt där tron på objektiva värden och en övernaturlig, gudomlig ordning försvagas. Med Aldous Huxley och T.S. Eliot yrkade Joad på att humanismen skulle kompletteras med teism. Joad var en klar, spirituell och fängslande författare, särskilt inom den brittiska arbetarrörelsen högs uppskattad folkbildare, ofta anlitad av radion, för vilken han även skrev pjäser. Joad föreläste i Sverige 1946. självbiografiskt material publicerades i  Contemporary British Philosophy, 2 (1925), The book of Joad (1935), The testament of Joad (1937) och A year more or less (1948).